# Rasta Got Soul
Rasta Got Soul es el noveno álbum de estudio del artista Buju Banton. Fue lanzado el 21 de abril de 2009. El álbum incluye el exitoso sencillo "Magic City". Además obtuvo una nominación al Grammy por mejor  Álbum en  la categoría Reggae.

## Lista de canciones
1. "Hurt Us No More" - 5:28
2. "Magic City"  - 5:13
3. "I Rise" - 5:10
4. "Rastafari" - 9:03
5. "I Wonder"  - 4:44
6. "A Little Bit of Sorry" - 4:01
7. "Affairs of the Heart" -  4:15
8. "Lend a Hand" - 4:54
9. "Optimistic Soul" - 4:15
10. "Make You Mine" - 5:11
11. "Mary" - 4:09
12. "Bedtime Story" (feat. Wyclef Jean) - 4:09
13. "Sense of Purpose" (feat. Third World) - 4:07
14. "Be on Your Way" - 3:33
15. "Lights Out" - 4:57